# Asterella marginata
Asterella marginata là một loài rêu trong họ Aytoniaceae. Loài này được Nees S.W. Arnell mô tả khoa học đầu tiên năm 1963.